# 下山駅 (高知県)
下山駅（しもやまえき）は、高知県安芸市下山にある。土佐くろしお鉄道（TKT）ごめん・なはり線の駅である。駅番号はGN25。

## 歴史
- 2002年（平成14年）7月1日：土佐くろしお鉄道ごめん・なはり線の駅として開設。

## 駅構造

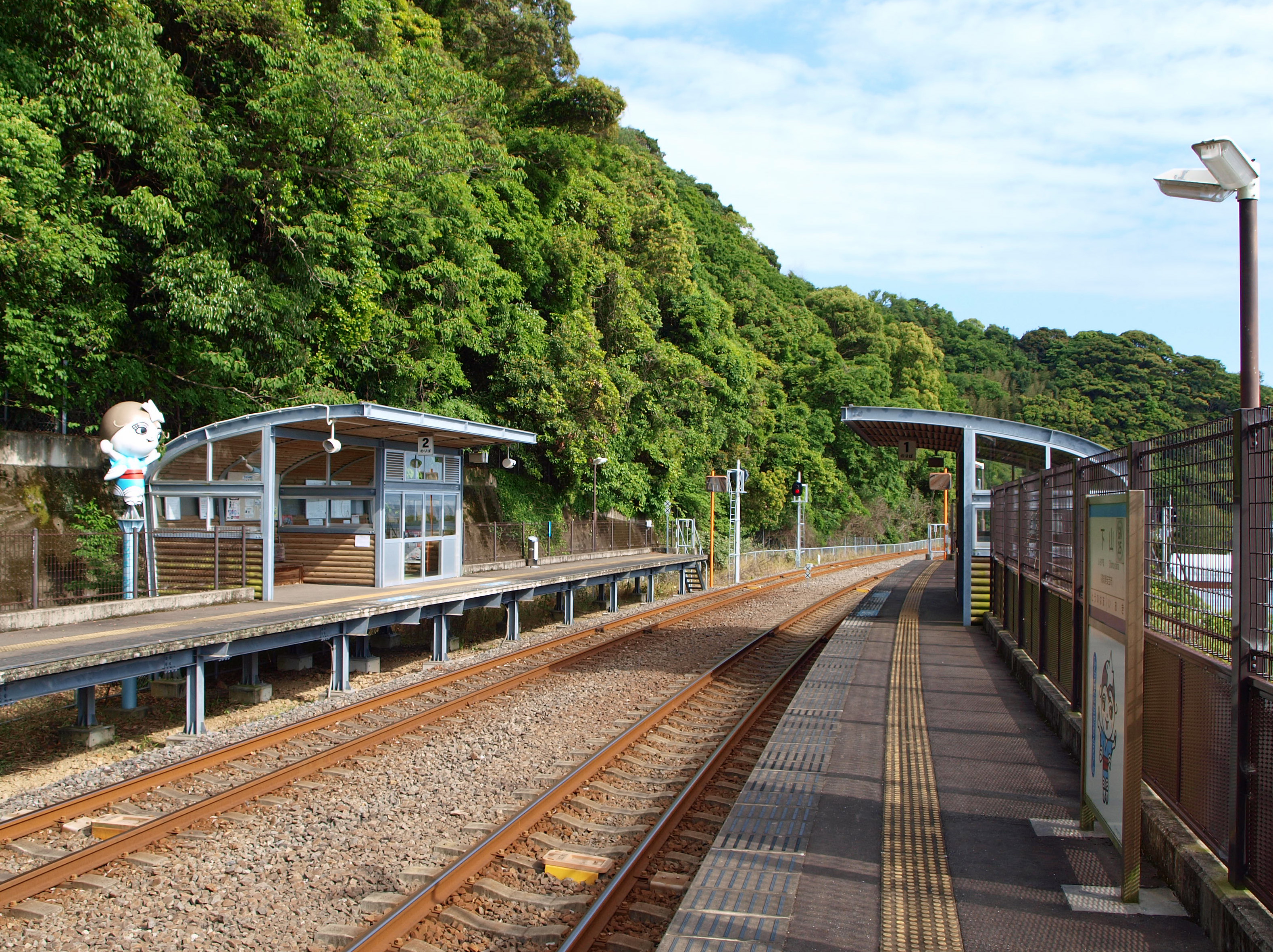
2番ホーム脇に「しもやま ちどりちゃん」が立つ

盛土上に相対式ホーム2面2線を有する列車交換可能な地上駅。1番線が上下主本線、2番線が上下副本線の1線スルー配線となっており、設備も両方向の入線・発車が想定されているが、全定期列車が停車するため、ホームは方向別に使い分けられている。
駅が山沿いにあるため、ホームまでの階段がやや長め。

### のりば
| のりば | 路線              | 方向 | 行先                 |
| ------ | ----------------- | ---- | -------------------- |
| 1      | ■ごめん・なはり線 | 下り | 安芸・後免・高知方面 |
| 2      | ■ごめん・なはり線 | 上り | 奈半利方面           |

## 駅周辺
駅南方にはビニールハウス群が広がっており、その先には国道55号を挟んで太平洋へ至る。国道55号へ出て西に徒歩10分程度で大山岬に至る。岬周辺には飲食店や「道の駅大山」がある。また、大山岬で国道から山側に上る道を行くと、遥かに水平線が見渡せる眺望抜群の喫茶店がある。
- 安芸市立下山小学校
- 阿南安芸自動車道大山道路

## イメージキャラクター

しもやま ちどりちゃん

名称は「しもやま ちどりちゃん」。大山岬にある、安芸市出身の作曲家弘田龍太郎作曲の童謡「浜千鳥」の曲碑に因んでいる。青い浴衣を着ており、頭に鳥が乗っている。
なお、このキャラクターのモニュメントは2番ホーム（奈半利方面行ホーム）上屋横に設置されている。

## 隣の駅
土佐くろしお鉄道
■ごめん・なはり線
伊尾木駅 (GN26) - 下山駅 (GN25) - 唐浜駅 (GN24)